# Каттерфельд, Ивонн
Иво́нн Каттерфе́льд (нем. Yvonne Catterfeld; 2 декабря 1979, Эрфурт) — немецкая актриса, певица и телевизионная ведущая.

## Актёрская карьера
В 2002—2005 годах играла роль в сериале Хорошие времена, плохие времена. В 2005—2006 годах исполняла главную роль в исторической теленовелле Sophie — Braut wider Willen.
Снялась в фильмах Безухий заяц (нем. Keinohrhasen, «Красавчик» в российском прокате) и Двуухий цыплёнок (нем. Zweiohrküken, «Красавчик-2» в российском прокате), сыграв, соответственно, невесту и жену Владимира Кличко.
Из-за её сходства с Роми Шнайдер прошла кастинг для роли в фильме Eine Frau wie Romy (с нем. — «Женщина как Роми»), съёмки которого были запланированы на 2009 год, но проект был отменён.
В 2013 году сыграла Настоящую Королеву в фильме "Страна хороших деточек".
В 2022 году исполнила роль приглашённого члена жюри в танцевальном телешоу «Танцор в маске» на телеканале ProSieben.

## Личная жизнь

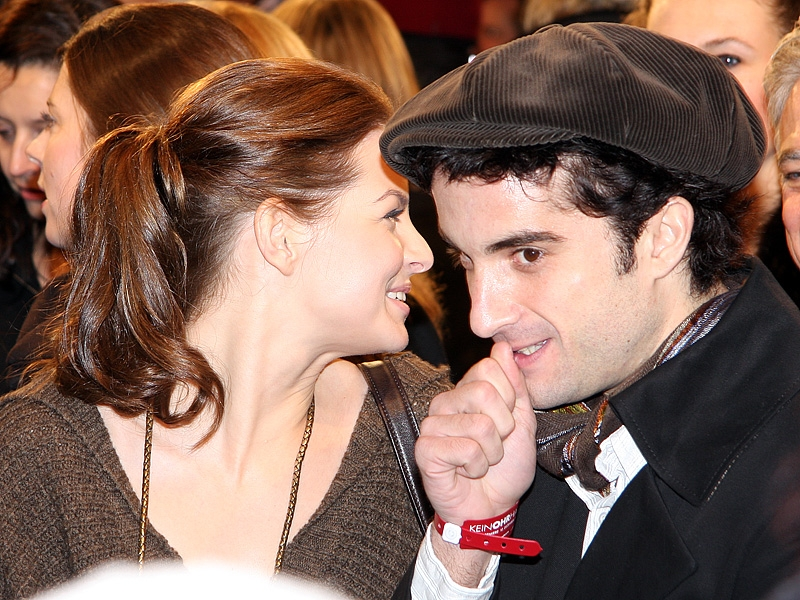
Ивон Каттерфельд с Оливером Внуком

В возрасте 14 лет Каттерфельд попала в аварию на мотороллере в Венгрии, в результате чего ее передние зубы были заменены имплантатами. В 2007 году у нее развился периимплантит как позднее последствие. С лета 2004 по август 2007 года Каттерфельд состояла в отношениях с актером Уэйном Карпендейлом. Затем у нее начались отношения с актером Оливером Внуком, который стал известен как Ульф Штайнке в телесериале Pro7 "Стромберг" . Пара познакомилась во время съемок фильма U-900. В 2014 году Каттерфельд и Внук стали родителями сына, а в декабре 2021 года пара объявила о своем расставании.

## Дискография

### Альбомы
| Год  | Название           | Рейтинги | Рейтинги | Рейтинги | Статус   |
| Год  | Название           | GER      | AUT      | SWI      | Статус   |
| ---- | ------------------ | -------- | -------- | -------- | -------- |
| 2003 | Meine Welt         | 1        | 4        | 3        | Platinum |
| 2004 | Farben meiner Welt | 2        | 9        | 7        | Gold     |
| 2005 | Unterwegs          | 1        | 4        | 18       | Gold     |
| 2006 | Aura               | 10       | 17       | 26       | -        |
| 2010 | Blau im Blau       | 37       | 44       | —        |          |

### Синглы
| Год  | Название                                  | Рейтинги | Рейтинги | Рейтинги | Альбом             |
| Год  | Название                                  | GER      | AUT      | SWI      | Альбом             |
| ---- | ----------------------------------------- | -------- | -------- | -------- | ------------------ |
| 2001 | Bum                                       | —        | —        | —        |                    |
| 2001 | Komm zurück zu mir                        | 76       | —        | —        | Meine Welt         |
| 2002 | Niemand Sonst                             | 31       | —        | —        | Meine Welt         |
| 2003 | Gefühle                                   | 26       | —        | —        | Meine Welt         |
| 2003 | Für dich                                  | 1        | 1        | 1        | Meine Welt         |
| 2004 | Du hast mein Herz gebrochen               | 1        | 4        | 6        | Farben Meiner Welt |
| 2004 | Du bleibst immer noch du                  | 21       | 30       | 53       | Farben Meiner Welt |
| 2004 | Sag mir — Was meinst du?                  | 14       | 21       | 39       | Farben Meiner Welt |
| 2005 | Glaub an mich                             | 3        | 6        | 15       | Unterwegs          |
| 2005 | Eine Welt ohne dich                       | 31       | 52       | —        | Unterwegs          |
| 2006 | Where Does The Love Go (feat. Eric Benét) | 28       | 63       | 35       | Aura               |
| 2006 | Erinner' mich dich zu vergessen           | 6        | 22       | 23       | Aura               |
| 2007 | Die Zeit ist reif                         | 55       | —        | —        | Aura               |
| 2010 | Blau im Blau                              | 52       | −        | −        | Blau im Blau       |
| 2010 | Frag nie warum (feat. Cassandra Steen)    | −        | −        | −        | Blau im Blau       |